# George Marshall
George Catlett Marshall Jr.  (Uniontown, 31 de dezembro de 1880 — Washington, DC, 16 de outubro de 1959) foi um general dos Estados Unidos, combatente na Primeira Guerra Mundial e na Segunda Guerra Mundial, célebre por ser autor do Plano Marshall, que ajudou na reconstrução da Europa devastada após a guerra de 1939-1945.
Foi Secretário de Estado dos Estados Unidos. Foi premiado com o Nobel da Paz em 1953, pela iniciativa do Plano Marshall. Foi também secretário da Defesa.

## Carreira militar
Durante a Primeira Guerra Mundial planificou treinos e operações diversas. Em 1917 foi colocado em França, onde se ocupou da planificação das operações da Primeira Divisão de Infantaria. Em 1918 passou para o quartel-geral do exército a partir de onde coordenou uma das operações mais importantes da guerra e que permitiu a derrota do exército alemão na frente ocidental: a Ofensiva Meuse-Argonne.
A partir de 1920, sendo ajudante do chefe de pessoal do exército John J. Pershing, Marshall teve a tarefa de reordenar os treinos do exército, e também o ensino de novas e modernas técnicas militares. Em 1934 foi promovido a coronel, e depois a general em 1936. Em 1939 Franklin Delano Roosevelt nomeou-o Chefe do Estado-Maior do Exército, cargo que desempenhou até 1945.
Durante a Segunda Guerra Mundial, Marshall reordenou a estrutura do exército e força aérea, dotando-os de uma visão mais moderna, e preparando-os para entrar em combate. Desenhou a estratégia central de todas as operações aliadas na Europa, seleccionou Dwight Eisenhower como comandante supremo do exército aliado na Europa, e desenhou a Operação Overlord, que serviu para a invasão da Normandia. Winston Churchill chamou-o o organizador da vitória aliada, sendo nomeado em 1944 homem do ano pela revista Time. Marshall, depois da vitória dos aliados, reformou-se do exército em 1945.

## Carreira política

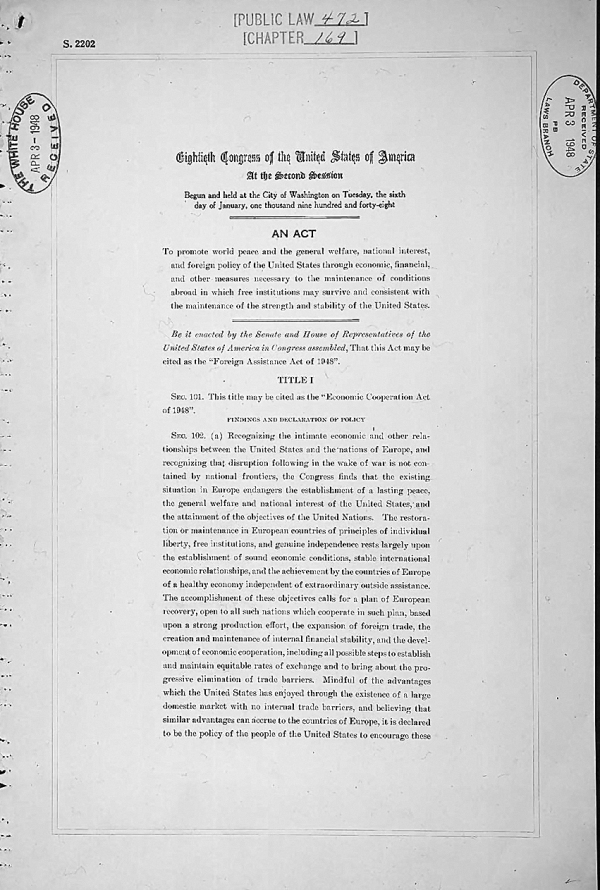
Primeira página do plano Marshall.

Depois da Segunda Guerra Mundial foi enviado à China para negociar uma trégua e construir um governo de coligação entre os nacionalistas e os comunistas que lutavam numa guerra civil. A sua mediação não teve efeito e em 1947 abandonou a China para voltar aos Estados Unidos.
Nesse mesmo ano foi nomeado Secretario de Estado, preparando desde o primeiro momento um plano para a recuperação económica europeia, uma economia que tinha ficado devastada como consequência da Segunda Guerra Mundial. Este plano de recuperação europeia, conhecido como Plano Marshall, ajudou economicamente a 16 países europeus, todos eles aliados, e conseguiu que a revista Time o voltasse a nomear Homem do ano em 1948. Como Secretario de Estado, se opôs ao reconhecimento do Estado de Israel, contra a opinião do presidente Harry S. Truman. Este confronto provocou a sua demissão em 1949, sendo nomeado em 1950 Secretario de Defesa, posto a que renunciou em 1951, depois de ter diversas disputas com o senador Joseph McCarthy. Posteriormente foi nomeado presidente da secção norte-americana da Cruz Vermelha.
Em 1953 foi galardoado com o Prémio Nobel da Paz pela sua ajuda à reconstrução europeia depois da Segunda Guerra Mundial com o Plano Marshall. Faleceu em Washington, DC. Encontra-se sepultado no Cemitério Nacional de Arlington.